# Alessandro Sforza di Santa Fiora
Alessandro Sforza di Santa Fiora (Roma, 1534 – Macerata, 16 maggio 1581) è stato un cardinale italiano.
Fu vescovo di Parma (1560-1573) e ricoprì diverse cariche presso la Curia Romana.

## Biografia
Figlio del conte Bosio II di Santa Fiora e di Costanza Farnese (figlia naturale di Paolo III), era fratello minore del cardinale Guido Ascanio. Godette della fiducia di Paolo IV, che gli ottenne numerosi benefici ecclesiastici: fu chierico della Camera Apostolica e canonico del capitolo di Santa Maria Maggiore dal 1554. Nel 1560 fu eletto vescovo di Parma.
Per aver ben meritato come portavoce pontificio nell'ultima fase del Concilio di Trento e poi nell'attuazione dei decreti conciliari nella sua diocesi, papa Pio IV lo innalzò al cardinalato nel concistoro del 12 marzo 1565: ottenne il titolo di Santa Maria in Via.
Nel 1573 abbandonò il governo della Chiesa di Parma e si stabilì a Roma, dove venne nominato arciprete della Basilica Liberiana: Gregorio XIII gli affidò numerosi incarichi nell'amministrazione civile dello Stato della Chiesa, soprattutto riguardo alla repressione del fenomeno del brigantaggio. Fu prefetto del Supremo Tribunale della Segnatura Apostolica dal 1575.
Morì improvvisamente a Macerata nel 1581: il suo corpo venne traslato a Roma e sepolto nella basilica di Santa Maria Maggiore.

## Albero genealogico
|                                                           |                    |                                                     | Genitori                                   |  |  | Nonni |  |  | Bisnonni                                               |  |  | Trisnonni                                        |  |
|                                                           |                    |                                                     |                                            |  |  |       |  |  | Guido Sforza di Santa Fiora, VIII conte di Santa Fiora |  |  | Bosio I Sforza, VII conte ex uxor di Santa Fiora |  |
|                                                           |                    |                                                     |                                            |  |  |       |  |  | Guido Sforza di Santa Fiora, VIII conte di Santa Fiora |  |  | Bosio I Sforza, VII conte ex uxor di Santa Fiora |  |
|                                                           |                    | Cecilia Aldobrandeschi, VII contessa di Santa Fiora |                                            |  |  |       |  |  | Guido Sforza di Santa Fiora, VIII conte di Santa Fiora |  |  |                                                  |  |
| Federico I Sforza di Santa Fiora, IX conte di Santa Fiora |                    |                                                     |                                            |  |  |       |  |  | Guido Sforza di Santa Fiora, VIII conte di Santa Fiora |  |  |                                                  |  |
|                                                           |                    | Francesca Farnese                                   | Angelo Farnese                             |  |  |       |  |  |                                                        |  |  |                                                  |  |
|                                                           |                    | Francesca Farnese                                   | Angelo Farnese                             |  |  |       |  |  |                                                        |  |  |                                                  |  |
|                                                           |                    | Francesca Farnese                                   | Costanza Malatesta                         |  |  |       |  |  |                                                        |  |  |                                                  |  |
| Bosio II Sforza di Santa Fiora, X conte di Santa Fiora    |                    | Francesca Farnese                                   |                                            |  |  |       |  |  |                                                        |  |  |                                                  |  |
|                                                           |                    | Niccolò Orsini                                      | Aldobrandino Orsini, V conte di Pitigliano |  |  |       |  |  |                                                        |  |  |                                                  |  |
|                                                           |                    | Niccolò Orsini                                      | Aldobrandino Orsini, V conte di Pitigliano |  |  |       |  |  |                                                        |  |  |                                                  |  |
|                                                           |                    | Niccolò Orsini                                      | Bartolomea Orsini                          |  |  |       |  |  |                                                        |  |  |                                                  |  |
| Bartolomea Orsini di Pitigliano                           |                    | Niccolò Orsini                                      |                                            |  |  |       |  |  |                                                        |  |  |                                                  |  |
|                                                           |                    | Elena Conti                                         | Grato Conti                                |  |  |       |  |  |                                                        |  |  |                                                  |  |
|                                                           |                    | Elena Conti                                         | Grato Conti                                |  |  |       |  |  |                                                        |  |  |                                                  |  |
|                                                           |                    | Elena Conti                                         | …                                          |  |  |       |  |  |                                                        |  |  |                                                  |  |
| Alessandro Sforza di Santa Fiora                          |                    | Elena Conti                                         |                                            |  |  |       |  |  |                                                        |  |  |                                                  |  |
|                                                           | Pier Luigi Farnese | Ranuccio Farnese                                    |                                            |  |  |       |  |  |                                                        |  |  |                                                  |  |
|                                                           | Pier Luigi Farnese | Ranuccio Farnese                                    |                                            |  |  |       |  |  |                                                        |  |  |                                                  |  |
|                                                           | Pier Luigi Farnese | Agnese Monaldeschi                                  |                                            |  |  |       |  |  |                                                        |  |  |                                                  |  |
| Paolo III                                                 | Pier Luigi Farnese |                                                     |                                            |  |  |       |  |  |                                                        |  |  |                                                  |  |
|                                                           |                    | Giovannella Caetani                                 | Onorato Caetani, signore di Sermoneta      |  |  |       |  |  |                                                        |  |  |                                                  |  |
|                                                           |                    | Giovannella Caetani                                 | Onorato Caetani, signore di Sermoneta      |  |  |       |  |  |                                                        |  |  |                                                  |  |
|                                                           |                    | Giovannella Caetani                                 | Caterina Orsini                            |  |  |       |  |  |                                                        |  |  |                                                  |  |
| Costanza Farnese                                          |                    | Giovannella Caetani                                 |                                            |  |  |       |  |  |                                                        |  |  |                                                  |  |
|                                                           |                    | Rufino Ruffini                                      | …                                          |  |  |       |  |  |                                                        |  |  |                                                  |  |
|                                                           |                    | Rufino Ruffini                                      | …                                          |  |  |       |  |  |                                                        |  |  |                                                  |  |
|                                                           |                    | Rufino Ruffini                                      | …                                          |  |  |       |  |  |                                                        |  |  |                                                  |  |
| Silvia Ruffini                                            |                    | Rufino Ruffini                                      |                                            |  |  |       |  |  |                                                        |  |  |                                                  |  |
|                                                           |                    | …                                                   | …                                          |  |  |       |  |  |                                                        |  |  |                                                  |  |
|                                                           |                    | …                                                   | …                                          |  |  |       |  |  |                                                        |  |  |                                                  |  |
|                                                           |                    | …                                                   | …                                          |  |  |       |  |  |                                                        |  |  |                                                  |  |
|                                                           |                    | …                                                   |                                            |  |  |       |  |  |                                                        |  |  |                                                  |  |